# T Leporis
T Leporis T (T Lep / HD 32803 / HIP 23636) ist ein veränderlicher Stern im Sternbild Hase. Er befindet sich etwa 1100 Lichtjahre von unserem Sonnensystem entfernt. Der Spektraltyp ist M6ev, es handelt sich um einen Mira-Veränderlichen, dessen Helligkeit zwischen 7,4 und 14,3 mag mit einer Periode von 368 Tagen variiert; er weist eine Oberflächentemperatur von 2800 K auf.
Der Radius des Sterns wurde basierend auf den Parallaxenmessungen von Hipparcos (2007 Van Leeuwen Reduktion) auf 100 R☉ geschätzt. Da die neueren Messungen mit Gaia DR2 allerdings auf eine deutlich geringere Parallaxe hindeuten, könnte dieser Radius nochmals wesentlich größer sein.